# Omar Jasika
Omar Jasika, né le 18 mai 1997 à Melbourne, est un joueur de tennis australien, professionnel depuis 2014.

## Carrière
Omar Jasika est fils d'immigrés originaires de Tuzla en Bosnie-Herzégovine, fuyant la guerre de Yougoslavie.
Il remporte le tournoi junior de l'US Open 2014, en simple en battant le Français Quentin Halys en finale et en double avec le Japonais Naoki Nakagawa. Dans la foulée, il reçoit une invitation pour disputer le tournoi ATP de Kuala Lumpur où il est battu par Rajeev Ram.
En janvier 2016, invité à disputer le tableau principal de l'Open d'Australie, il élimine l'Ukrainien Illya Marchenko au premier tour puis s'incline contre Jo-Wilfried Tsonga. En fin d'année, il bat John-Patrick Smith en finale de l'Australian Wildcard Challenge, ce qui lui permet d'obtenir de nouveau une invitation pour le Grand Chelem. Il y est sévèrement battu au premier tour par David Ferrer (6-3, 6-0, 6-2). Juste avant, il avait disputé sa première finale dans un tournoi Challenger à Happy Valley, puis il remporte un mois plus tard celui de Burnie contre son compatriote Blake Mott.
Le 31 août 2018, Omar Jasika, alors âgé de 21 ans, est suspendu deux ans après avoir été contrôlé positif à la cocaïne à Melbourne en décembre 2017.
Il reprend sa carrière en février 2022 et décroche plusieurs titres en catégorie Futures en Australie, Thaïlande et Grèce. Il dispute également une finale en Challenger à Nonthaburi contre Arthur Cazaux. Avec 70 victoires, il termine la saison au 230e rang mondial, ce qui lui permet d'améliorer son meilleur classement qui datait d'avril 2017 (239e). Après une année 2023 anonyme, il rebondit début 2024 en se qualifiant pour l'Open d'Australie, puis en s'adjugeant le Challenger de Burnie. Après une tournée infructueuse en Amérique du Nord et en Europe, il remporte consécutivement deux titres à Bali puis trois en Australie qui lui permettent d'intégrer le top 200.

## Parcours dans les tournois de Grand Chelem

### En simple
| Année | Open d'Australie | Open d'Australie | Internationaux de France | Internationaux de France | Wimbledon | Wimbledon | US Open | US Open |
| ----- | ---------------- | ---------------- | ------------------------ | ------------------------ | --------- | --------- | ------- | ------- |
| 2016  | 2e tour (1/32)   | J.-W. Tsonga     | —                        | —                        | —         | —         | —       | —       |
| 2017  | 1er tour (1/64)  | David Ferrer     | —                        | —                        | —         | —         | —       | —       |
|       |                  |                  |                          |                          |           |           |         |         |
| 2024  | 1er tour (1/64)  | Hubert Hurkacz   | —                        | —                        | —         | —         | —       | —       |
| 2025  | 1er tour (1/64)  | Hugo Gaston      | —                        | —                        | —         | —         |         |         |

N.B. : à droite du résultat se trouve le nom de l'ultime adversaire.

### En double
| Année | Open d'Australie                                                                 | Open d'Australie | Internationaux de France | Internationaux de France | Wimbledon | Wimbledon | US Open | US Open |
| ----- | -------------------------------------------------------------------------------- | ---------------- | ------------------------ | ------------------------ | --------- | --------- | ------- | ------- |
| 2015  | 2e tour (1/16) J.-P. Smith \|\| style="text-align:left;" \| J. Murray J. Peers   | —                | —                        | —                        | —         | —         | —       |         |
| 2016  | 1er tour (1/32) N. Kyrgios \|\| style="text-align:left;" \| R. Bopanna F. Mergea | —                | —                        | —                        | —         | —         | —       |         |

N.B. : le nom du ou de la partenaire se trouve sous le résultat ; le nom des ultimes adversaires se trouve à droite.

### En double mixte
| Année | Open d'Australie                                                                 | Open d'Australie | Internationaux de France | Internationaux de France | Wimbledon | Wimbledon | US Open | US Open |
| ----- | -------------------------------------------------------------------------------- | ---------------- | ------------------------ | ------------------------ | --------- | --------- | ------- | ------- |
| 2025  | 1er tour (1/16) D. Aiava \|\| style="text-align:left;" \| S. Errani A. Vavassori | —                | —                        | —                        | —         |           |         |         |

N.B. : le nom du partenaire se trouve sous le résultat ; le nom des ultimes adversaires se trouve à droite.

## Classement ATP en fin de saison
| Année          | 2012 | 2013 | 2014 | 2015 | 2016 | 2017 | 2018 | 2019 | 2020 | 2021 | 2022 | 2023 |
| Rang en simple | 1239 | 1051 | 557  | 308  | 369  | 277  | 887  | –    | –    | –    | 230  | 342  |
| Rang en double | –    | –    | 943  | 297  | 316  | 887  | 1239 | –    | –    | –    | 489  | 636  |

Source : (en) Classements de Omar Jasika sur le site officiel de la Fédération internationale de tennis